# Longperrier
Longperrier est une commune française située dans le département de Seine-et-Marne en région Île-de-France.

## Géographie

### Localisation
Située à environ 45 km de Paris, Longperrier  est contigüe à la ville de Dammartin-en-Goële.
La commune fait partie du pays traditionnel appelé la Goële.

### Communes limitrophes
|                           | Othis       |                    |
| Moussy-le-Vieux           | Longperrier | Dammartin-en-Goële |
| Villeneuve-sous-Dammartin |             |                    |

### Hydrographie
Le réseau hydrographique de la commune se compose de deux cours d'eau référencés :
- le ru du Pré de Vilaine, long de 2,42 km[1], et ;
- le fossé 01 du Moulin de Villeneuve, 2,39 km[2], affluents de la Biberonne.

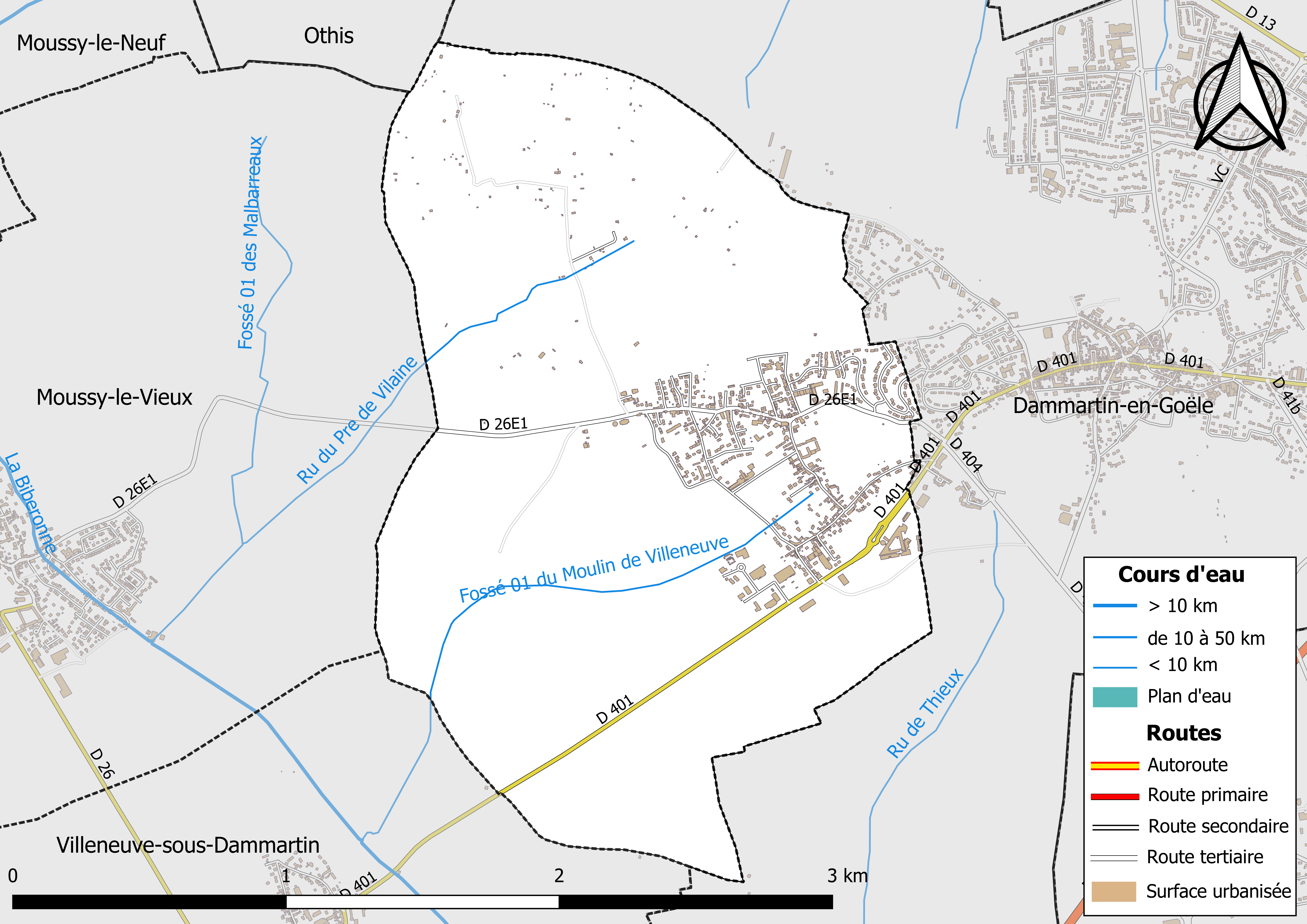
Carte des réseaux hydrographique et routier de Longperrier.

La longueur totale des cours d'eau sur la commune est de 2,74 km.

### Géologie et relief
La commune est classée en zone de sismicité 1, correspondant à une sismicité très faible.

### Climat
Pour des articles plus généraux, voir Climat de l'Île-de-France et Climat de Seine-et-Marne.
En 2010, le climat de la commune est de type climat océanique dégradé des plaines du Centre et du Nord, selon une étude du CNRS s'appuyant sur une série de données couvrant la période 1971-2000. En 2020, Météo-France publie une typologie des climats de la France métropolitaine dans laquelle la commune est exposée à un climat océanique altéré et est dans une zone de transition entre les régions climatiques « Sud-ouest du bassin Parisien » et « Nord-est du bassin Parisien ».
Pour la période 1971-2000, la température annuelle moyenne est de 10,6 °C, avec une amplitude thermique annuelle de 15,1 °C. Le cumul annuel moyen de précipitations est de 724 mm, avec 11,6 jours de précipitations en janvier et 8,3 jours en juillet. Pour la période 1991-2020, la température moyenne annuelle observée sur la station météorologique la plus proche, située sur la commune du Plessis-Belleville à 8 km à vol d'oiseau, est de 11,4 °C et le cumul annuel moyen de précipitations est de 661,7 mm,. Pour l'avenir, les paramètres climatiques de la commune estimés pour 2050 selon différents scénarios d'émission de gaz à effet de serre sont consultables sur un site dédié publié par Météo-France en novembre 2022.

### Milieux naturels et biodiversité
Aucun espace naturel présentant un intérêt patrimonial n'est recensé sur la commune dans l'inventaire national du patrimoine naturel,,.

## Urbanisme

### Typologie
Au 1er janvier 2024, Longperrier est catégorisée centre urbain intermédiaire, selon la nouvelle grille communale de densité à sept niveaux définie par l'Insee en 2022.
Elle appartient à l'unité urbaine de Dammartin-en-Goële, une agglomération intra-départementale regroupant trois  communes, dont elle est une commune de la banlieue,,. Par ailleurs la commune fait partie de l'aire d'attraction de Paris, dont elle est une commune de la couronne,. Cette aire regroupe 1 929 communes,.

### Lieux-dits et écarts
La commune compte 53 lieux-dits administratifs répertoriés consultables ici dont Maincourt (source : le fichier Fantoir).

### Occupation des sols
L'occupation des sols de la commune, telle qu'elle ressort de la base de données européenne d’occupation biophysique des sols Corine Land Cover (CLC), est marquée par l'importance des territoires agricoles (64,8 % en 2018), en augmentation par rapport à 1990 (63,9 %). La répartition détaillée en 2018 est la suivante : 
terres arables (58,9 %), zones urbanisées (18,4 %), forêts (16,8 %), zones agricoles hétérogènes (5,9 %).
Parallèlement, L'Institut Paris Région, agence d'urbanisme de la région Île-de-France, a mis en place un inventaire numérique de l'occupation du sol de l'Île-de-France, dénommé le MOS (Mode d'occupation du sol), actualisé régulièrement depuis sa première édition en 1982. Réalisé à partir de photos aériennes, le Mos distingue les espaces naturels, agricoles et forestiers mais aussi les espaces urbains (habitat, infrastructures, équipements, activités économiques, etc.) selon une classification pouvant aller jusqu'à 81 postes, différente de celle de Corine Land Cover,,. L'Institut met également à disposition des outils permettant de visualiser par photo aérienne l'évolution de l'occupation des sols de la commune entre 1949 et 2018.

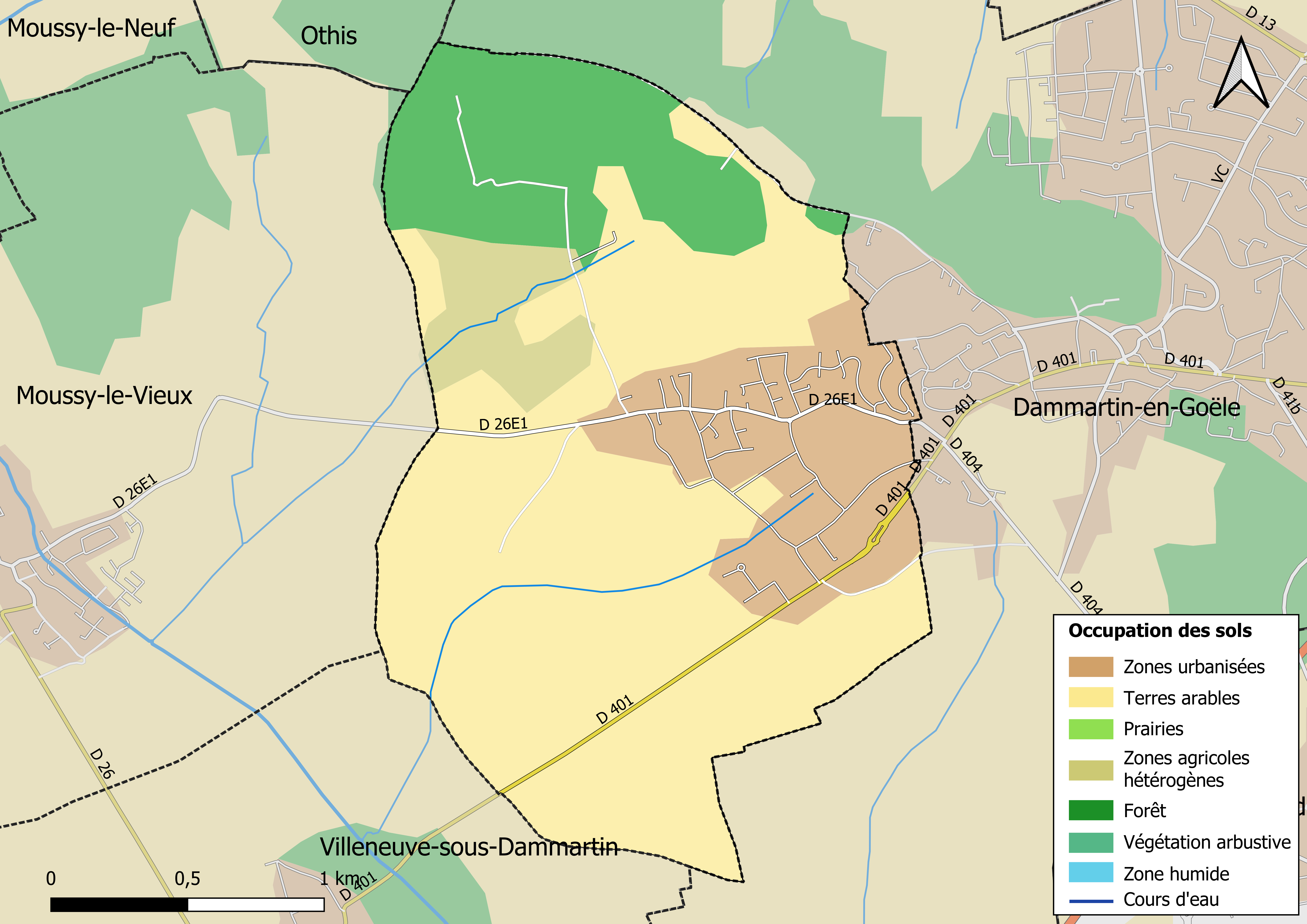
Carte des infrastructures et de l'occupation des sols en 2018 (CLC) de la commune.
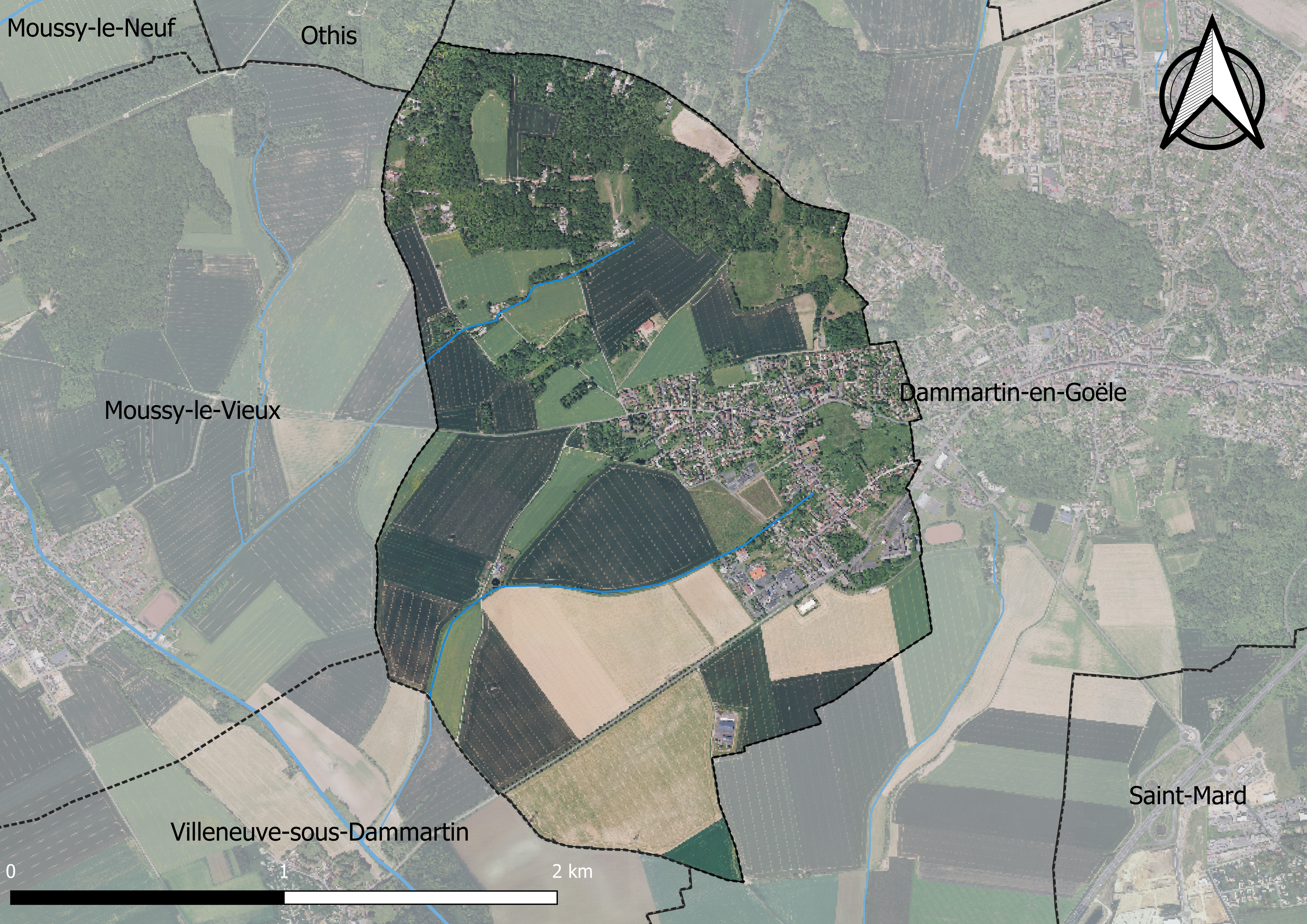
Carte orhophotogrammétrique de la commune.

### Planification
La loi SRU du 13 décembre 2000 a incité les communes à se regrouper au sein d’un établissement public, pour déterminer les partis d’aménagement de l’espace au sein d’un SCoT, un document d’orientation stratégique des politiques publiques à une grande échelle et à un horizon de 20 ans et s'imposant aux documents d'urbanisme locaux, les PLU (Plan local d'urbanisme). La commune est dans le territoire du SCOT Roissy Pays de France, approuvé le 19 décembre 2019 et porté par la communauté d’agglomération Roissy Pays de France.
La commune disposait en 2019 d'un plan local d'urbanisme en révision. Le zonage réglementaire et le règlement associé peuvent être consultés sur le Géoportail de l'urbanisme.

### Logement
En 2016, le nombre total de logements dans la commune était de 1 096 dont 50,4 % de maisons et 39,6 % d'appartements.
Parmi ces logements, 88,1 % étaient des résidences principales, 2,2 % des résidences secondaires et 9,7 % des logements vacants.
La part des ménages fiscaux propriétaires de leur résidence principale s'élevait t à 56,5 % contre 41,8 % de locataires dont, 9,4 % de logements HLM loués vides (logements sociaux) et, 1,7 % logés gratuitement.

### Voies de communication et transports

#### Voies de communication
La commune est à proximité de la nationale 2, menant de Paris à Soissons,

#### Transports
- Réseau de bus Roissy Est.
- Transport à la demande du réseau Filéo.
- Gare de Dammartin - Juilly - Saint-Mard située à Saint-Mard.

## Toponymie
Le nom de la localité est mentionné sous les formes De Longapiru en " 125 " ; Lenperier en 1264 ; Lonc Perier en 1299 ; Loncperer en 1383 ; Lomperier en 1402 ; Lamperier en 1460 ; « Longapiru subtus Dompnum Martinum » en 1511 ; Longuapiru en 1513 ; Longapiro en 1588.
Le nom de la ville de Longperrier peut trouver son origine dans le latin. Il signifie soit « longue pierre » du latin longa petra, « pays des longues pierres », à cause des dalles de gypse que l'on y extrayait, soit « long poirier » du latin longa pirus.

## Histoire

### Histoire générale
L’église est fondée par les contes de Dammartin en Goële vers l’an 1185.
Le territoire longperrois est réparti en plusieurs domaines. Les noms de ces domaines sont portés actuellement par les principales rues de Longperrier. Le chef-lieu paraît être le domaine de Maincourt, possédé par les seigneurs de Chambly (Oise) au début du XIVe siècle. En 1666, Louis II de Bourbon, prince de Condé, se porte acquéreur pour faire échange aussitôt avec l’abbaye de Chaâlis (Oise) contre les étangs de Commelles près de Chantilly. Le 7 janvier 1791, le domaine de Maincourt est acquis par le député Louis-Michel Lepeletier de Saint-Fargeau. Après la mort de ce dernier, le domaine est vendu à la famille Revenaz. Le domaine du vivier, propriété du comte de Dammartin puis de la famille du Maine et de monsieur de Vassan, est vendu en 1772 aux frères Collinet. L’ensemble des fermes est progressivement acquis par la famille Sainte-Beuve, sauf les fermes Lucet, Bardez et Thuillier dont elle est la seule à avoir encore une activité. Les terres sises au nord du village, de sols peu fertiles, de prés, de vignes et de vergers, sont exploitées par des petits propriétaires. Au début des années soixante, les activités agricoles cessent petit à petit. Des maisons d’habitations sont installées sur des terrains acquis par des habitants de la région parisienne. Le programme d’urbanisation, durant la seconde moitié du XXe siècle, a permis de quadrupler la population.

### Longperrier et ses rois
Les rois de Longperrier ont tiré l’oiseau de 1893 à 1933 ! C’est en 1893 que Longperrier a eu son premier roi, Le roi Alphonse Lebœuf. Le registre de la Compagnie des Chevaliers de l’Arc de Longperrier a été retrouvé dans les archives de la mairie. Ce registre permettait l’enregistrement des réceptions des actes de tirage de l’oiseau.
À sa lecture on peut en déduire que le postulant devait être de religion catholique apostolique et romaine, de bonne vie et mœurs, et avoir fréquenté le jardin de la Compagnie un temps raisonnable. Par suite il devait prêter serment de se conformer aux statuts et règlement de la Compagnie, de s’acquitter des cotisations, qui à l’époque s’élevaient à 10 francs de droit d’entrée et 5 F de cotisation annuelle, afin de contribuer aux frais de jeu. Il devient membre de la confrérie de Saint Sébastien leur saint patron. Ensuite il pouvait être reçu chevalier et pouvait alors tirer l’oiseau.
Le titre de Roi était conféré au premier chevalier qui avait atteint la cible : l’oiseau. On peut supposer que c’était un oiseau fictif planté sur une perche et qui devait être tiré à "arc dans le jardin de la confrérie. Le nouveau roi était alors élu pour une année, il promettait de faire son devoir et s’engageait à rendre l’oiseau au bout de l’année en la manière accoutumée.. Durant cette année de règne il jouissait des dignités prérogatives à la royauté.
Les premiers chevaliers qui ont tiré l’oiseau sont : Leduc Honoré, Thuillier capitaine, Loriette Léon, Couturier Louis, Loriette Suplice, Dumont, Couturier greffier, Leduc Edourd, Bontemps, Besnard Jules, Gaucher Adolphe, Cottard Alphonse, Landru Jean, Pigeon Emile, Pasquier Adolphe, Pasquier Ange, Loriette Paul, Loriette Fils, Cottard Jules, Thuillier Frédéric, Lebœuf Alphonse, Pasquier Lebœuf, Michel Victor.
Il n’y eut pas de tirage en 1910, ni de 1912 à 1920.
Le 17 décembre 1921 la compagnie fut reconstituée sous l’impulsion de trois anciens chevaliers : Lemaître Ernest, Thuillier Frédéric et Gaucher Adolphe.
Par la suite eut lieu présentation des nouveaux aspirants qui furent bien vite nommés chevalier, la Compagnie était alors complètement reconstituée avec un capitaine : Lemaître Ernest, un Lieutenant : Thuillier Frédéric, un secrétaire trésorier : Marie Charles et son porte drapeau : Philibert Léon.
Le nouveau roi fut nommé le 7 mai 1922 à la suite du tirage de l’oiseau : Thuillier Frédéric.
De 1921 à 1930 les rois se sont à nouveau succédé, le dernier de cette série, Lucet Alphonse régna jusqu’au 30 avril 1933 date à laquelle Lucet Marcel fut élu et resta le dernier roi connu de la Compagnie des Chevaliers du Jeu d’Arc de Longperrier.

### Histoire locale, les noms des rues
Chaque nom de rue de longperrier est lié à une activité ou une histoire du passé.
- La rue de Maincourt est un souvenir du domaine de Maincourt, appelé jadis Moïencourt. Ce domaine a laissé une autre trace, puisqu’un lieu-dit, à la sortie ou est de la commune s’appelle encore «e Domaine. De part et d’autre de cette voie, on trouve la rue du Hamel conduisant à un petit hameau, dénommé le Village.
- la rue du Ponceau, ainsi appelée en raison d’un petit pont enjambant un fossé, la ruelle de l’Oseraie, au nom évocateur, et celle des Bergers rappelant que les troupeaux d’autrefois l’empruntaient pour gagner les pâtures voisines.
- Au début de la rue de Maincourt, on trouve également la rue du Gué-des-Fourches. Celle-ci a une petite histoire curieuse. Improprement appelée rue du Lavoir parce qu’elle conduisait au lavoir existant à l’emplacement de l’actuel jeu de boules, elle traversait autrefois la ferme de l’Abbaye. Pour des raisons faciles à comprendre, les propriétaires demandèrent son déplacement en abandonnant pour ce faire une bande de leur pâture. Pourquoi ce Gué des Fourches ? C’est qu’aux temps anciens, les fourches patibulaires, autrement dit les potences (gibets), se dressaient sur la butte de Dammartin, au lieu précisément appelé « La justice », à peu près à l’actuel emplacement du radar. Et les condamnés venus du bas de la butte passaient par la rue du Gué des Fourches, franchissant les sources aux endroits propices.
- La rue du Vivier, plus paisible, possédait à l’emplacement actuel de la salle du Vivier, une mare alimentée par une source venue d’un pré voisin. Cette mare, jadis vivier, servit par la suite d’abreuvoir puis fut abandonnée et comblée lorsque l’eau courante fut installée dans le village.
- Quant à la rue du Bordet, elle permettait d’aller jusqu’à une borderie, exploitation agricole de faible importance à l’emplacement de laquelle se trouve une partie des ateliers Sefers.
- Le chemin du Gazon, rejoint les deux extrémités du village en traversant une zone de vergers, aujourd’hui bien abandonnés.
- La rue de Condé rappelle que les lieux actuels furent autrefois propriété des princes de Condé qui échangèrent ces terres contre celles que possédaient les moines de Chaâlis aux étangs de Commelles, situés dans la forêt de Chantilly, propriété des Condé. Par cet échange, les princes de Condé eurent toute la forêt pour chasser et l’abbaye de Chaâlis devint maîtresse de la ferme et des terres d’une partie de Longperrier.

## Politique et administration

### Liste des maires
| Période                                  | Période                        | Identité               | Étiquette | Qualité |
| ---------------------------------------- | ------------------------------ | ---------------------- | --------- | --- |
| Les données manquantes sont à compléter. |                                |                        |           | |
| ?                                        | ?                              | Henri Sainte-Beuve     |           | |
| mars 1977                                | juin 1995                      | Suzanne Bardez         |           | Institutrice et directrice d'école retraitée Ordre des Palmes académiques : chevalier (1984), officier (1989) |
| juin 1995                                | mars 2008                      | Jean-Pierre Camescasse |           | Ingénieur |
| mars 2008                                | décembre 2024                  | Michel Mouton,         | UMP → LR  | Préposé retraité Réélu pour le mandat 2020-2026 Démissionnaire                                                |
| décembre 2024                            | En cours (au 17 décembre 2024) | Florence Rongione      | SE        | Élue à la suite d'une élection municipale partielle                                                           |

## Équipements et services

### Eau et assainissement
L’organisation de la distribution de l’eau potable, de la collecte et du traitement des eaux usées et pluviales relève des communes. La loi NOTRe de 2015 a accru le rôle des EPCI à fiscalité propre en leur transférant cette compétence. Ce transfert devait en principe être effectif au 1er janvier 2020, mais la loi Ferrand-Fesneau du 3 août 2018 a introduit la possibilité d’un report de ce transfert au 1er janvier 2026,.

#### Assainissement des eaux usées
En 2020, la gestion du service d'assainissement collectif de la commune de Longperrier est assurée par la Communauté d'agglomération Roissy Pays de France pour la collecte, le transport et la dépollution. Ce service est géré en délégation par une entreprise privée, dont le contrat arrive à échéance le 30 juin 2020,,.
L’assainissement non collectif (ANC) désigne les installations individuelles de traitement des eaux domestiques qui ne sont pas desservies par un réseau public de collecte des eaux usées et qui doivent en conséquence traiter elles-mêmes leurs eaux usées avant de les rejeter dans le milieu naturel. La Communauté d'agglomération Roissy Pays de France assure pour le compte de la commune le service public d'assainissement non collectif (SPANC), qui a pour mission de vérifier la bonne exécution des travaux de réalisation et de réhabilitation, ainsi que le bon fonctionnement et l’entretien des installations,.

#### Eau potable
En 2020, l'alimentation en eau potable est assurée par la Communauté d'agglomération Roissy Pays de France qui en a délégué la gestion à une entreprise privée,.

## Population et société

### Démographie
L'évolution du nombre d'habitants est connue à travers les recensements de la population effectués dans la commune depuis 1793. Pour les communes de moins de 10 000 habitants, une enquête de recensement portant sur toute la population est réalisée tous les cinq ans, les populations de référence des années intermédiaires étant quant à elles estimées par interpolation ou extrapolation. Pour la commune, le premier recensement exhaustif entrant dans le cadre du nouveau dispositif a été réalisé en 2007.

En 2022, la commune comptait 2 911 habitants, en évolution de +20,59 % par rapport à 2016 (Seine-et-Marne : +3,92 %, France hors Mayotte : +2,11 %).
| 1793 | 1800 | 1806 | 1821 | 1831 | 1836 | 1841 | 1846 | 1851 |
| ---- | ---- | ---- | ---- | ---- | ---- | ---- | ---- | ---- |
| 497  | 595  | 535  | 542  | 530  | 531  | 524  | 526  | 502  |

| 1856 | 1861 | 1866 | 1872 | 1876 | 1881 | 1886 | 1891 | 1896 |
| ---- | ---- | ---- | ---- | ---- | ---- | ---- | ---- | ---- |
| 464  | 462  | 442  | 409  | 431  | 413  | 377  | 371  | 359  |

| 1901 | 1906 | 1911 | 1921 | 1926 | 1931 | 1936 | 1946 | 1954 |
| ---- | ---- | ---- | ---- | ---- | ---- | ---- | ---- | ---- |
| 340  | 308  | 341  | 307  | 355  | 356  | 380  | 347  | 361  |

| 1962 | 1968 | 1975 | 1982 | 1990  | 1999  | 2006  | 2007  | 2012  |
| ---- | ---- | ---- | ---- | ----- | ----- | ----- | ----- | ----- |
| 341  | 417  | 494  | 696  | 1 089 | 2 071 | 2 273 | 2 309 | 2 474 |

| 2017  | 2022  | - | - | - | - | - | - | - |
| ----- | ----- | - | - | - | - | - | - | - |
| 2 368 | 2 911 | - | - | - | - | - | - | - |

### Enseignement
- Lycée Charles-de-Gaulle.
- École maternelle

### Manifestations culturelles et festivités
Chaque année, contrairement à la plupart des communes alentour, la commune de Longperrier n'organise aucune grande festivité le 14 juillet, jour de la Fête Nationale, ni de feu d'artifice la veille ou le jour même.
Néanmoins, on peut supposer que la fête communale de déroulant le dernier week-end du mois de juillet fait office de célébration de Fête Nationale tardive, bien qu'aucune mention de cette dernière ne soit faite.
Une retraite aux flambeaux à travers la commune suivi d'un feu d'artifice à l'arrivée au grand terrain vague en face de la Mairie marque le cœur de ce week-end de festivités. Une partie limitée du terrain vague accueille une fête foraine pour l'occasion durant ce week-end.

## Économie
L'économie de la commune de Longperrier est principalement fondée sur sa zone d'activité où l'on peut trouver un supermarché alimentaire (qui fermera février 2018 car remplacé par un hypermarché de la même enseigne dans la nouvelle zone d'activités naissante à l'entrée Ouest de Saint-Mard, commune avoisinante, au niveau de l'échangeur de la N2) , une jardinerie, un concessionnaire auto et une petite dizaine de petits commerces.
Le centre-ville est quant à lui plutôt résidentiel, le seul commerce restant à ce jour[Quand ?] étant une épicerie.
Tout cela est dû à la position géographique de la ville. En effet, la commune est voisine de Dammartin-en-Goële, qui possède de nombreux petits commerces mais dispose de peu de place. Longperrier a donc logiquement pu accueillir la zone commerciale ainsi que le lycée Charles-de-Gaulle.
Toutefois, cette situation risque de changer dans les prochaines années, faute de budget communal et d'investissements communaux dans cette zone d'activité. De plus, le développement croissant d'une zone d'activités de la commune avoisinante Saint-Mard menace le futur de la zone d'activité de Longperrier et son maintien.

### Secteurs d'activité

#### Agriculture
Longperrier est dans la petite région agricole dénommée la « Butte de Damartin », constituée de deux petites enclaves à l'intérieur de la « Goële et Multien », au nord du département. En 2010, l'orientation technico-économique de l'agriculture sur la commune est diverses cultures (hors céréales et oléoprotéagineux, fleurs et fruits).
Si la productivité agricole de la Seine-et-Marne se situe dans le peloton de tête des départements français, le département enregistre un double phénomène de disparition des terres cultivables (près de 2 000 ha par an dans les années 1980, moins dans les années 2000) et de réduction d'environ 30 % du nombre d'agriculteurs dans les années 2010. Cette tendance se retrouve au niveau de la commune où le nombre d’exploitations est passé de 4 en 1988 à 3 en 2010. Parallèlement, la taille de ces exploitations augmente, passant de 132 ha en 1988 à 175 ha en 2010.
Le tableau ci-dessous présente les principales caractéristiques des exploitations agricoles de Longperrier, observées sur une période de 22 ans : 
|                                      | 1988 | 2000 | 2010 |
| ------------------------------------ | ---- | ---- | ---- |
| Dimension économique,                |      |      |      |
| Nombre d’exploitations (u)           | 4    | 4    | 3    |
| Travail (UTA)                        | 11   | 7    | 3    |
| Surface agricole utilisée (ha)       | 526  | 523  | 525  |
| Cultures                             |      |      |      |
| Terres labourables (ha)              | 509  | 503  | 509  |
| Céréales (ha)                        | 337  | 305  | 258  |
| dont blé tendre (ha)                 | 201  | 247  | 222  |
| dont maïs-grain et maïs-semence (ha) | 81   | s    | s    |
| Tournesol (ha)                       | 0    |      |      |
| Colza et navette (ha)                | s    | s    | 82   |
| Élevage                              |      |      |      |
| Cheptel (UGBTA)                      | 4    | 2    | 0    |

## Culture locale et patrimoine

### Lieux et monuments

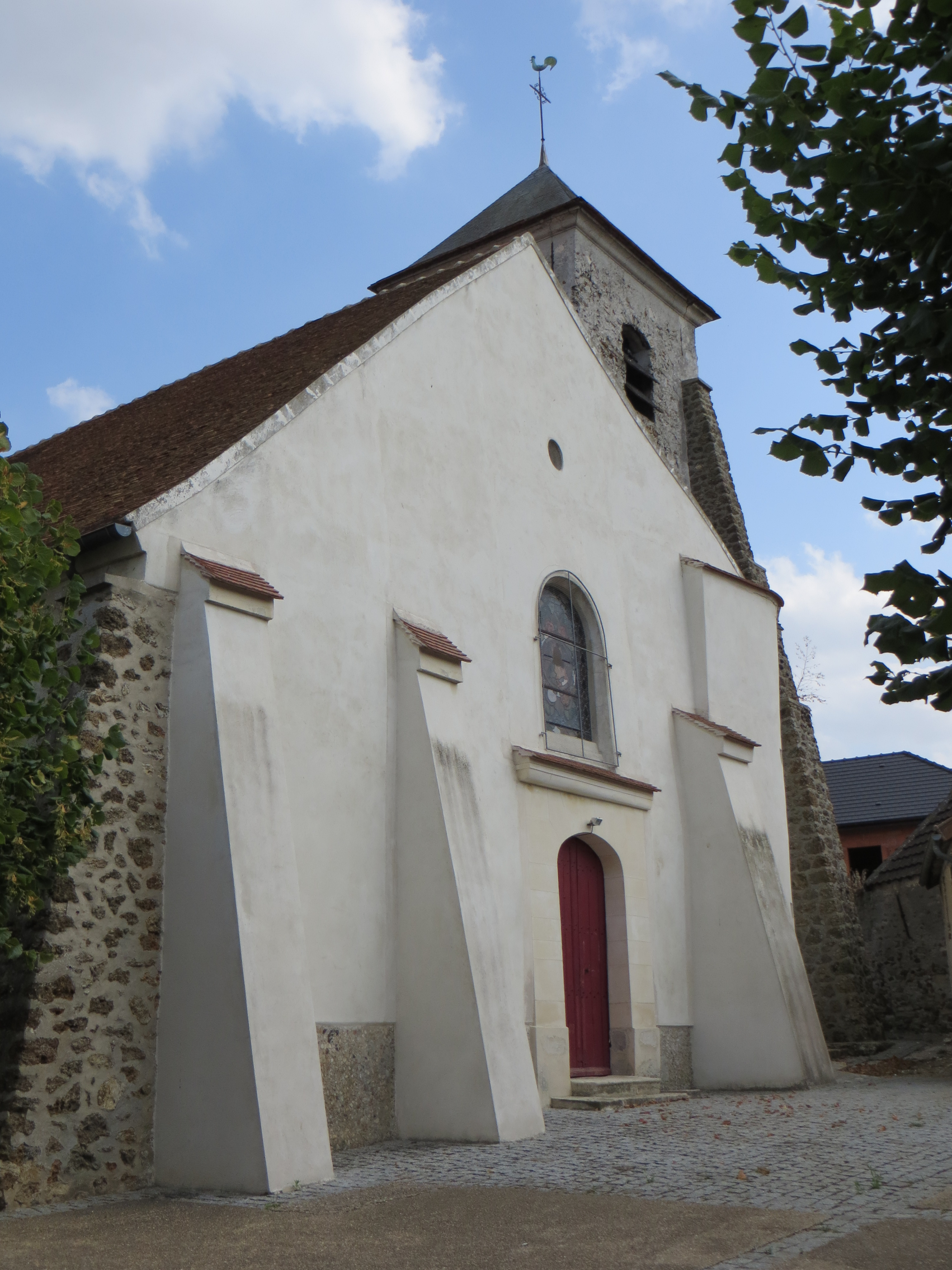
L'église Sainte-Madeleine - Cloche de l'église sonnant 16 h : Fichier:Longperrier - Cloche de l'église Sainte-Madeleine.ogg

- Église placée sous le vocable de sainte Madeleine, XIIe/XVIIe.

Elle est caractérisée par un clocher carré, une abside polygonale, un chevet à 3 pans avec grande fenêtre d'axe.

On retrouve aussi des vastes verrières, un tabernacle de pierre du XVe siècle, une pierre tombale de 1636, un panneau peint au XVIIe siècle, des statuettes de bois peint.